# Burlesca (Poot)
Burlesca is een compositie voor harmonieorkest of fanfare van de Belgische componist en lid van de componisten groep De Synthetisten Marcel Poot uit 1969.